# Historia Siemianowic Śląskich
Historia Siemianowic Śląskich – obejmuje historię miasta Siemianowice Śląskie.

## Historia miasta

### XII-XVII w. - dzieje rybackiej osady i okolic
Pierwsze wzmianka o Siemianowicach pochodzi z 1273 roku, jednak miejscowość istniała już prawdopodobnie w XII w. Była wówczas niewielką wioską dostarczającą ryby i kwiaty na dwór księcia bytomskiego. W pobliżu osady powstawały również dzisiejsze dzielnice miasta: Michałkowice, w których na przełomie XIII w. powstała pierwsza w okolicy parafia oraz Bytków i Przełajka. W międzyczasie region wielokrotnie zmieniał włodarzy. Na początku należał do księstwa opolskiego, potem opolsko-raciborskiego, a w 1289 roku został zhołdowany Czechom. W XIV i XV w. południe regionu należało do Piastów Cieszyńskich a północ podlegała księstwu oleśnickiemu. W 1526 r. ziemia bytomska wraz z księstwem karniowskim przeszła we władanie Jerzego Brandenburskiego z rodu Hohenzollernów. Jeśli chodzi o właścicieli Siemianowic i ich dzisiejszych dzielnic to Mieroszewscy panowali na tym terenie (oprócz Bytkowa i Przełajki) do roku 1692, kiedy panem dóbr został Kasper Hunter von Grandon. Już wtedy na terenie dzisiejszego parku miejskiego istniał dwór, w którym mieszkali włodarze wsi.

### XVIII w. - pierwsza kopalnia i nowy pałac
W roku 1718 Hrabina Maria Józefa von Donnersmarck, w imieniu męża Karla Josepha, kupuje od Huntera von Grandona Siemianowice, Bańgów i opustoszałe Jakubowice (dzisiejsze tereny Pszczelnika, zob. park Pszczelnik). Rodzina Donnersmarcków w latach 1760–1778 buduje pałac na miejscu dawnego dworu Mieroszewskich i Henklów, który podziwiamy do dzisiaj. W roku 1786 powstał murowany kościół w Michałkowicach, a na terenie teraźniejszego Lasku Bytkowskiego pierwsza w dzisiejszym powiecie kopalnia węgla kamiennego "Leśna".

### XIX w. - rozwój przemysłu i jego skutki
Na przełomie XVIII i XIX na terenie Bytkowa istniały dwie kopalnie, a w 1803 Rheinbabenowie założyli na Sadzawkach kopalnię "Fanny". Do roku 1833, kiedy rozpoczęto budowę Huty "Laura" w dzisiejszych Siemianowicach i ich dzielnicach istniały cztery kopalnie cynku, cztery kopalnie węgla kamiennego i jedna huta żelaza. Wówczas oprócz Ślązaków w regionie zaczęli się osiedlać imigranci z Niemiec, a okolica bardzo prężnie się rozwijała. Rozbudowano pałac o zachodnie skrzydło, zaczęły powstawać szkoły i poczta, a w 1852 rozpoczęto budowę kolei wąskotorowej. W 1868 Fitzner rozpoczął produkcję w Fabryce Śrub i Nitów, a dwa lata później znacznie rozbudowana została kolei w ramach Kolei Prawoodrzańskiej. Kolonia przy Hucie Laura na tyle się rozwinęła, że w 1873 jej teren został wyodrębniony jako Laurahütte, w której kilka lat później powstała Ochotnicza Straż Pożarna i browar. Pod koniec XIX w. w Siemianowicach powstała biblioteka, murowany kościół św. Krzyża, w Hucie Laura Pierwsze brukowane ulice, linie tramwajowe, a w 1898 nastąpiła elektryfikacja regionu.

### I połowa XX w. - dalszy rozwój Siemianowic, przyłączenie do Polski, prawa miejskie
Początek XX w. dał się we znaki w Siemianowicach budową gmachu magistratu, a w Michałkowicach murowanym kościołem. W marcu 1919 r. w mieście odbywają się gwałtowne wiece robotnicze. Oddział wojska z pobliskiej granicy składa broń przed wiecującymi robotnikami. Na stronę manifestantów przeszło 200 żołnierzy. Manifestanci zajmują stację kolejową i bank. W wyniku walk z nadciągającymi oddziałami wojska ginie jeden robotnik a dwóch zostaje rannych.
W roku 1922 Siemianowice, pomimo że w plebiscycie 56,25% głosujących opowiedziało się za pozostaniem w granicach Niemiec, zostają przyłączone do Rzeczypospolitej Polskiej. Powstała wówczas Górnośląska Fabryka Czekolady i Cukrów "Hanka" oraz pierwsza szkoła średnia. Uchwałą Sejmu Śląskiego w 1927 dotychczasowa gmina "Huta Laura-Siemianowice" została przemianowana na Siemianowice Śląskie, a w 1932 Rozporządzeniem Rady Ministrów gmina otrzymała prawa miejskie. Nowe miasto liczyło wówczas ponad 30 tys. mieszkańców. Po wybuchu II wojny światowej na terenie kopalni Michał trwały walki między oddziałami Freikopsu, który opanował kopalnię, a wojskiem polskim i harcerzami. Polakom udało się odbić kopalnię, ale nie na długo. Początki wojny były szczególnie tragiczne dla rodzin 6 Polaków: Gerarda Drzymały, Wilhelma Jendrusia, Franciszka Niedworka, Maksymiliana Rolnika, Jana Rudzińskiego i Teodora Szewczyka, którzy zostali rozstrzelani. Od 1942 roku w zabudowaniach pałacowych i dworskich Donnersmarcka funkcjonowały dwa obozy koncentracyjne przeznaczone dla Polaków z systemu Polenlager - Polenlager 10 oraz Polenlager 11 - Siemianowice Śląskie (Laurahutte). W 1944 Niemcy założyli podobóz KL Auschwitz - Laurahütte. Rok później do Siemianowic Śląskich weszła Armia Czerwona. Lata powojenne dla miasta nie były trudne, ponieważ Siemianowice nie miały żadnych zniszczeń wynikających z działań wojennych. 6 kwietnia 1945 Ministerstwo Bezpieczeństwa Publicznego utworzyło Centralne Obozy Pracy. Obóz pracy nr 165 powstał w Siemianowicach.

### II połowa XX i XXI w. - dynamiczny rozwój i szybki upadek
W latach powojennych miasto stopniowo powiększało swoje terytorium. Utworzono w 1951 powiat miejski Siemianowice Śląskie, w skład którego weszło miasto Siemianowice Śląskie i gminy: Bytków, Michałkowice, Bańgów i Przełajka. Popularyzacją historii miasta, ochroną pamiątek przeszłości, a także wspieraniem różnego rodzaju inicjatyw kulturalnych zajmują się m.in. Muzeum Miejskie oraz Towarzystwo Przyjaciół Siemianowic Śląskich.
Przełom XX i XXI przyniósł w Siemianowicach, podobnie jak w okolicznych miastach GOP-u szereg niekorzystnych zmian i strat materialnych. Zamknięta została i zlikwidowana jedna z największych w kraju kopalnia "Siemianowice", pomimo że niezależne ekspertyzy dawały podstawy do jej dalszej eksploatacji. Nastąpił upadek większości państwowych zakładów przemysłowych, których nieudana restrukturyzacja przebiegała w atmosferze skandali i korupcji. Spłonęło i zostało wyburzone najstarsze miejskie kino "Jedność". Czarną kartą w historii miasta zapisały się niespełnione obietnice rządu premiera Leszka Millera, doprowadzając najpierw do licznych manifestacji pracowniczych, a w końcu bankructwa Huty "Jedność" przekształconej w spółkę Skarbu Państwa, który nie zapewnił środków na ukończenie zaawansowanej już inwestycji w nową walcownię. W mieście wystąpiły liczne problemy społeczne – spadek zaludnienia, wysokie bezrobocie strukturalne, emigracja zarobkowa młodych, wykształconych ludzi, masowe grabieże mienia na terenach przemysłowych i kolejowych. W wyniku tych ostatnich miasto utraciło w latach 1995–2005 szereg cennych, niewpisanych w rejestry zabytków kultury technicznej, m.in. większość XIX-wiecznych zabudowań i wyposażenia dawnych szybów kopalnianych "Ficinus" i "Richter" (w tym czynną wyciągową maszyną parową z 1900), linię i stacje kolei wąskotorowej, budynek dworca kolejowego z 1870 i wiele in. Niekorzystnym zmianom społecznym miasto stara się przeciwdziałać, organizując dodatkowe kursy edukacyjne dla młodzieży, szkolenia dla bezrobotnych oraz budując nowe obiekty sportowe i zachęcając inwestorów, dzięki temu w mieście zainwestowały dwie firmy: Johnson Control (producent części samochodowych) i Ugine & Alz (producent stali).